# 保寧
保寧（969年二月—979年十一月）是遼景宗耶律賢的年号。辽朝使用该年号共11年。

## 改元
- 應曆十九年——二月二十二日，遼穆宗被殺。二月二十三日，遼景宗耶律賢即位，改元保寧。[2][3]
- 保寧十一年——十一月二十五日，改元乾亨。[4]

## 紀年對照表
| 保寧 | 元年   | 二年  | 三年  | 四年  | 五年  | 六年  | 七年  | 八年  | 九年  | 十年  |
| ---- | ------ | ----- | ----- | ----- | ----- | ----- | ----- | ----- | ----- | ----- |
| 公元 | 969年  | 970年 | 971年 | 972年 | 973年 | 974年 | 975年 | 976年 | 977年 | 978年 |
| 干支 | 己巳   | 庚午  | 辛未  | 壬申  | 癸酉  | 甲戌  | 乙亥  | 丙子  | 丁丑  | 戊寅  |
| 保寧 | 十一年 |       |       |       |       |       |       |       |       |       |
| 公元 | 979年  |       |       |       |       |       |       |       |       |       |
| 干支 | 己卯   |       |       |       |       |       |       |       |       |       |

## 同期存在的其他政权年号
- 中國
  - 天會（957年－973年）：北漢—劉鈞、劉繼恩、劉繼元之年號
  - 廣運（974年－979年）：北漢—劉繼元之年號
  - 開寶（968年－976年）：北宋—宋太祖趙匡胤之年號
  - 太平兴国（976年－984年）：北宋—宋太宗趙匡義之年號
  - 大寶（958年－971年）：南漢—劉鋹之年號
  - 明政（969年－985年）：大理—段素顺之年號
  - 元興（976年－？）：定安国—乌玄明之年號
  - 天尊（967年－977年）：闐—尉遲蘇拉之年號
  - 中興（978年－985年）：于闐—尉遲達磨之年號
- 越南
  - 太平（970年－980年）：丁朝—丁部領、丁璿之年號
- 日本
  - 安和（968年－970年）：冷泉天皇與圓融天皇之年号
  - 天祿（970年－973年）：圓融天皇之年号
  - 天延（974年－976年）：圓融天皇之年号
  - 貞元（976年－978年）：圓融天皇之年号
  - 天元（978年－983年）：圓融天皇之年号

## 参見
- 中國年號索引

## 深入閱讀
- 李崇智. . 北京: 中華書局. 2004年12月. ISBN 7101025129.
- 鄧洪波. . 臺北: 國立臺灣大學東亞經典與文化研究計劃. 2005年3月  [2021-11-26]. ISBN 9789860005189. （原始内容 (pdf)存档于2007-08-25）.

| 前一年號： 應曆 | 辽朝年号 | 下一年號： 乾亨 |